# Heribaldo Dantas Vieira
Heribaldo Dantas Vieira (Capela, 27 de maio de 1903 – 21 de outubro de 1970) foi um político brasileiro.
Filho de Francisco Vieira de Andrade e de Maria Hercília Dantas Vieira. Casou com Maria do Carmo Vieira, com quem teve três filhos.
Bacharel em ciências jurídicas e sociais pela Faculdade de Direito do Recife em 1928.
Nas eleições de outubro de 1958 foi eleito senador por Sergipe pelo Partido Social Trabalhista (1946) (PST), assumindo seu mandato em fevereiro de 1959.